# نادي التحرير (إريتريا)
نادي التحرير لكرة القدم هو فريق كرة قدم إرتري يقع في أسمرة.

## الإنجازات
- الدوري الإريتري الممتاز: (2)

1997, 2007
- دوري أبطال أفريقيا:ظهور واحد

2008 - الجولة الأولى